# 路寒袖
路寒袖（1958年4月14日—），本名王志誠，生於苗栗苑裡鎮，後遷居台中大甲鎮。就讀台中一中時，接觸王尚義的作品，因而進入寫作殿堂。高三下，開始新詩創作，並在臺中《民聲日報》發表作品。高中畢業，與楊逵同在東海花園生活四個月，該經驗對其創作與生活觀有深遠影響。後入東吳大學中文系就讀。於1991年發表第一首台語詩作〈春雨〉，同年出版第一本詩集《早，寒》；隔年，出版第一本散文集《憂鬱三千公尺》；1995年出版第一本台語詩集《春天的花蕊》；2003年出版第一本繪本書《像母親一樣的河》；曾以〈畫眉〉、〈思念的歌〉分別拿下第六屆與第七屆金曲獎。於2005年至2008年期間，擔任高雄市政府文化局局長，並於2014年至2018年擔任臺中市政府文化局局長。

## 學經歷

### 學歷
- 台中一中
- 東吳大學中國文學系畢業

### 經歷
- 《溪城雙週刊》（東吳大學報紙型校刊） 總編輯
- 《東吳青年》（東吳大學雜誌型校刊） 總編輯
- 《漢廣詩刊》 發行人
- 臺北縣永和市復興商工 教師
- 中國時報「人間副刊」撰述委員（1987年12月－1995年9月）
- 明日工作室顧問（1999年－2000年）
- 好讀出版社顧問（2000年－2001年）
- 台中縣公民大學籌備委員、執行委員、教師（1999年7月－2002年12月）
- 台中縣港區藝術基金會董事（2000年－2002年12月）
- 歡喜之聲廣播電台文化節目《歡喜夜快車》主持人（2002年9月－2003年3月）
- 靜宜大學中文系兼任講師（2003年9月－2004年6月）
- 國家台灣文學館《台灣文學館通訊》（季刊）總編輯（2003年9月－2004年12月）
- 國家文化總會《新活水》（雙月刊）總編輯（2005年7月5日至今）
- 文建會文化建設基金會顧問（2000年－2004年12月）
- 世新大學中文系講座教席（2001年－2005月）
- 台灣日報副總編輯兼藝文中心主任（1995年9月－2005年7月）
- 高雄市政府文化局局長（2005年7月18日－2008年8月21日）
- 國家文化藝術基金會董事（2003年－2007年12月31日）
- 台中市政府文化局局長（2014年－2018年12月25日）
- 新故鄉文教基金會董事（2000年－2009年）

## 寫作風格

### 關懷社會與土地
70年代進入東吳大學中文系就讀，受到中國古典文藝薰陶，創作的內容為詩人孤獨內在的心境寫照，題材則以親情關懷與童年紀事為主，因而早期的華語詩作難免晦澀難懂；認識楊逵後，體悟到「一個作家再怎麼偉大，必須是一個活生生的人。」詩作因而內容轉向土地與社會關愛，詩風趨向現實。

### 從華語詩到台語詩歌
鄉土文學論戰後，台灣台語文學創作意識紛紛抬頭，路寒袖於90年代亦積極參與台語「雅歌」的創作，詩的語言便從華語詩轉為台語詩歌嘗試。其台語詩歌清新典雅，意境優美，如其與作曲家詹宏達合作的<畫眉>。其詩歌創作題材觸及面向包含男女情感刻劃、社會歷史事件關懷與競選歌謠，如<春天花蕊>。

### 影像詩
隨著影像時代的來臨，路寒袖運用他在攝影的專長，走向另一種文學傳播途徑──攝影詩。由影像結合詩的創作，兩者各自具有其獨特性卻又相輔相成，結合出新型態的作品。「攝影之於路寒袖，就跟寫詩一樣」，這兩者的形成，都早早取決於內心的快門與光圈的巧妙搭配，一張張單純的圖像，保留了想像空間給讀者，又可以從詩人的視界透過文字點綴，給讀者更深刻的體會。

## 作品

### 詩集
- 《早，寒》 台中縣立文化中心，1991年1月
- 《夢的攝影機》 麥田出版公司，1993年4月
- 《春天花蕊》 台語詩，皇冠出版公司，1995年4月
- 《我的父親是火車司機》  元尊文化出版公司，1997年
- 《路寒袖台語詩選》金安出版公司，2002年7月
- 《路寒袖集》 國立台灣文學館，賴芳伶編，2010年4月
- 《那些塵埃落下的地方》遠景出版公司，2014年5月
- 《有夢最美》遠景出版公司，2020年10月
- 《風，帶走了他的行李》遠景出版公司，2022年7月
- 《在門口罰站的天使》遠景出版公司，2023年11月

### 散文集
- 《憂鬱三千公尺》 時報出版公司，1992年7月首印；聯合文學出版公司，2003年4月重印
- 《歌聲戀情》 聯合文學出版公司，2003年4月
- 《每一個字都在呼吸》 遠景出版公司，2024年12月

### 繪本書
- 《像母親一樣的河》遠流出版公司，2003年5月；本書翻譯成韓文
- 《聽爸爸說童年》玉山社出版公司，2005年8月
- 《陪媽媽回外婆家》玉山社出版公司，2005年8月

### 攝影詩文集
- 《忘了，曾經去流浪》遠景出版公司，2008年4月
- 《何時，愛戀到天涯》遠景出版公司，2009年2月
- 《陪我，走過波麗路》遠景出版公司，2010年1月
- 《走在，台灣的路上》遠景出版公司，2012年1月
- 《看見，靈魂的城市》遠景出版公司，2013年10月

### 有聲出版
- 潘麗麗專輯《春雨》（水晶唱片，1992年）
- 侯孝賢電影《戲夢人生》音樂帶（水晶唱片，1993年）
- 潘麗麗專輯《畫眉》（水晶唱片，1994年）
- 李靜美專輯《情鎖》（上揚唱片，1994年）
- 陳水扁台北市長競選歌曲《台北新故鄉》（1994年）
- 鳳飛飛專輯《思念的歌》（EMI唱片，1995年）
- 潘麗麗專輯《往事如影·冬至圓》（水晶唱片，1996年）
- 蔡秋鳳《生活影印機》專輯（滾石唱片，1998年）
- 陳水扁台北市長競選連任歌曲《有夢最美》（1998年）
- 謝長廷高雄市長競選歌曲《南方新世界》（1998年）
- 陳水扁總統競選歌曲《少年台灣》（1999年）
- 台灣人權促進會聲援「蘇建和案」歌曲《發光的靈魂》（2000年）
- 盧修一紀念歌曲《溫馴的背影》（詹宏達曲、演唱，白鷺鷥文教基金會，2000年）
- 蔡明憲台中市長競選主題曲《台中的歌》（2001年8月；收錄〈台中的歌〉、〈性命來交陪〉）
- 游盈隆花蓮縣長競選主題曲《日出東方》（2001年10月；收錄〈日出東方〉、〈山嶺的堅持〉）
- 廖永來台中縣長競選連任主題曲《美麗的所在》（2001年10月）
- 李應元台北市長競選主題曲《魄力相挺》（2002年10月）
- 謝長廷高雄市長競選連任主題曲《大船開入港》（2002年10月）
- 陳水扁總統競選連任主題曲《相信台灣》（2003年12月）
- 凱達格蘭學校校歌（2005年3月）
- 高雄左營「萬年季」主題曲《花開萬年》(高雄市政府民政局，2005年9月)
- 228紀念歌《耳空內的蟲聲》（文學台灣基金會，2005年12月）
- 古蹟之歌《發射落日》（高雄市政府文化局，2006年12月）
- 行政院新聞局「為台灣發聲」宣傳歌曲《臺灣入聯進行曲》（2007年）
- 《紅毛港之歌》（遠景出版公司，2008年8月）
- 《你的歌我來唱3─當代中文藝術歌曲集》（席慕德主編，中華民國聲樂家協會企劃，世界文物出版社，2009年10月；收錄〈阿媽个白頭鬃〉等五首作品）
- 鳳飛飛專輯《想要跟你飛》，新歌加精選（金牌大風音樂文化公司，2009年12月；收錄〈四月望雨〉）
- 蔡琴專輯《精選蔡琴》（金牌大風音樂文化公司，2009年；收錄〈一個人唱歌〉、〈當孤獨遇到寂寞〉）
- 詹宏達專輯《講予全世界聽》（上揚音樂公司，2009年12月；收錄〈講予全世界聽〉等六首作品）
- 楊逵之歌〈寫在大地上的詩〉（2011年8月）
- 鳳飛飛專輯《想要彈同調》最精選（金牌大風音樂文化公司，2012年10月19日；收錄〈四月望雨〉、〈思念的歌〉）
- 陳其邁高雄市長競選歌曲《咱上愛的所在》（2018年） （林宗興曲、演唱）

### 主編
- 《公開的情書》 （麥田出版公司，1994年3月）
- 《風景明信片》 （麥田出版公司，1995年4月）
- 《公開未公開的情書》 （元尊文化出版公司，1997年2月）
- 《藏在我心：徵文比賽得獎作品集》 （元尊文化出版公司，1997年9月）
- 《青春發飆》 （晨星出版公司，1997年11月）
- 《珍愛藏一生》 （晨星出版公司，1998年1月）
- 《記憶台中》 （探索文化出版公司，1998年10月）
- 《新獨居時代》 （元尊文化出版公，1998年11月）
- 《夢，可以成真》 （麥田出版公司，1998年11月）
- 《鬱卒的時候》 （麥田出版公司，1999年8月）
- 《搭飛機也瘋狂》 （麥田出版公司，1999年9月）
- 《探照生命裂縫的光群：第一屆中縣文學獎得獎作品集》 （台中縣立文化中心，2000年1月）
- 《落筆生根 雲朵盛開：第二屆中縣文學獎得獎作品集》 （台中縣立文化中心，2000年12月）
- 《暮色中的那抹殘紅：第三屆中縣文學獎得獎作品集》 （台中縣立文化中心，2001年）
- 《神蹟：第四屆中縣文學獎得獎作品集》 （台中縣立文化中心，2002年）
- 《玉山詩集》 （晨星，2002年）
- 《根：第五屆中縣文學獎得獎作品集》 （台中縣立文化中心，2003年）
- 《玉山散文》 （晨星，2003年）
- 《李普陣亡了：第六屆中縣文學獎得獎作品集》 （台中縣立文化中心，2004年）
- 《毽子：第七屆中縣文學獎得獎作品集》 （台中縣立文化中心，2005年）
- 《台中縣作家與作品論文集》 （台中縣立文化中心，2000年12月）
- 《台中風華：60個獨享台中的文化景點》 （中華文化復興運動總會中部辦公室，2003年）
- 《台中縣國民中小學台灣文學讀本 散文卷》 （台中縣政府文化局，2001年）
- 《彰化縣國民中小學台灣文學讀本 新詩卷》 （彰化縣政府文化局，2004年）
- 《黃武忠紀念文集》 （國家臺灣文學館出版，行政院文化建設委員會發行，2005年）
- 《黃色迷戀》 （高雄市政府文化局，2006年）
- 《綠光印象：小葉欖仁》 （遠景，2006年）
- 《翠意沉靜─雨豆樹》 （遠景，2006年）
- 《散文高雄》 （晨星，2007年）
- 《高雄行旅導覽》 （晨星，2007年）
- 《乍見城市之光》 （晨星，2007年）
- 《溪行回春：打開老街溪的回憶之蓋》 （桃園縣政府文化局，2013年）
- 《佳龍帶你遊台中》 （遠景出版公司，2014年4月）
- 《我的初書時代：臺中作家的第一本書》 （遠景出版公司，2016年4月）
- 《臺中文學地圖：走讀臺中作家的生命史》 （臺中市政府文化局，2016年7月）
- 《祈:跟著媽祖走：我的媽祖隨香經驗徵文得獎作品集》 （晴光文化，2016年8月）
- 《行走的詩：獻給臺中的五十首地景詩》 （遠景出版公司，2016年11月）
- 《臺中美術地圖：走讀臺中美術家的生命史》 （遠景出版公司，2016年12月）
- 《呷餅人福氣：文學家的臺中糕餅之旅》 （遠景出版公司，2016年12月）

## 推廣玉山學
2001年至2008年期間，為了讓大眾更認識台灣，提倡玉山學一人文活動，其理念如下：
＂台灣長期以來在教育政策上偏頗，造成了一個荒謬的現象：台灣人反而不認識台灣。2001年起深切的體會到，可以用一種運動的方式，讓我們台灣人重新認識我們生長的這塊土地。
玉山不只是台灣最高峰，也是東北亞最高峰，它的海拔有三千九百五十二公尺高，具備指標性的廣告明星地位，又設有玉山國家公園，因而其相關設施與生態保護都到了相當成熟的階段。因此，帶著一般民眾或文化界的人去登玉山，是一種手段也是目的。登玉山的目的是要讓大家認識玉山，讓大家從感情上愛台灣，而不是從口舌上來愛台灣。爬玉山前，一定要先上課，要先認識玉山，認識玉山的地形、地質，認識玉山的生態，包括以玉山為生活場域的布農族，與其相關的文化、風俗、歷史。
運動主要施行期間為2001年至2008年。很多參與運動的學員，也因而更認識台灣，也開始以更積極的態度或是實踐的方式，來參與台灣的生態、環保與更深刻的人文省思。＂           ——節錄自：詩人路寒袖談「玉山學」

## 獲獎記錄
- 1994年：第六屆金曲獎 最佳方言歌曲作詞人獎（作品：畫眉）、金鼎獎 最佳作詞獎（作品：畫眉）
- 1995年：第七屆金曲獎 最佳方言歌曲作詞人獎（作品：思念的歌）、金鼎獎 推薦優良圖書出版獎
- 1999年：賴和文學獎
- 2000年：中興文藝獎章 新詩獎
- 2001年：中國文藝協會文藝獎章 散文獎
- 2003年：年度詩獎
- 2005年：第14屆榮後台灣詩人獎
- 2009年：台中市大墩文學貢獻獎

## 外部連結
| 政府职务      | 政府职务                                           | 政府职务                         |
| ------------- | -------------------------------------------------- | -------------------------------- |
| 前任： 葉景雯 | 高雄市政府文化局局長 2005年7月18日—2008年8月21日   | 繼任： 劉秀梅（代理） 正任：史哲 |
| 前任： 葉樹姍 | 臺中市政府文化局局長 2014年12月25日—2018年12月25日 | 繼任： 張大春                    |